# L'Accordeur (film, 2004)
Pour les articles homonymes, voir Accordeur.
Pour plus de détails, voir Fiche technique et Distribution.
L'Accordeur (en ukrainien : Настройщик, Nastroïchtchik) est un film russo-ukrainien réalisé par Kira Mouratova en 2004. Il est présenté pour la première fois hors Compétition à la Mostra de Venise 2004.
L'histoire s'inspire des mémoires de l'ancien chef de la police impériale Arkadi Kochko (ru) intitulées Notes sur le monde criminel de l'Empire russe.

## Synopsis
Andreï, un accordeur de piano désespéré de ne pas subvenir aux besoins de sa compagne pseudo-bohème et dépensière, Lina, gagne la confiance de deux riches veuves afin de les escroquer.

## Fiche technique
- Titre : L'Accordeur
- Titre original : Настройщик, Nastroïchtchik
- Réalisation : Kira Mouratova
- Scénario : Sergueï Tchetvertkov (ru)
- Directeur artistique : Evgueni Goloubenko
- Costumes : Rouslan Khvastov (ru)
- Photographie : Guennadi Kariouk (ru)
- Montage : Valentina Oleïnik
- Musique : Valentyn Sylvestrov
- Son : Alekseï Chulga
- Producteur : Sergueï Tchliants
- Producteur exécutif : Vladimir Ignatiev
- Producteur associé : Aleksandr Bokovikov
- Société(s) de production : Pygmalion Production Film Co., ministère de la Culture et des Arts d'Ukraine, service cinématographique du ministère de la Culture de la fédération de Russie
- Société de distribution : Kino Bez Granits
- Pays d'origine : Russie, Ukraine
- Langue originale : russe
- Format : Noir et blanc – 35 mm
- Genre : drame
- Durée : 154 minutes
- Sortie : 2004

## Distribution
- Gueorgui Deliev : Andreï, l'accordeur
- Renata Litvinova : Lina, compagne d'Andreï
- Alla Demidova : Anna Sergueïevna
- Nina Rouslanova : Liouba, amie d'Anna Sergueïevna
- Sergueï Bekhterev (ru) : escroc en mariage
- Iouri Chlykov (ru) : homme en quête d'amour
- Natalia Bouzko (ru) : Tania, dame pipi amie de Lina
- Jean Daniel : mari de Tania et propriétaire des toilettes
- Anatoli Padouka (ru) : employé au retrait de colis
- Vladimir Komarov (ru) : employé au retrait de colis
- Philip Panov : jeune homme en blanc
- Utta Kulter : vendeuse de porcelaine
- Olga Popova : femme SDF
- Leonid Kouchnir : l'aveugle
- Irina Panova
- Valéry Kroupenine
- Mikhaïl Volochine
- Nikolaï Sednev
- Leonid Pavlovski
- Alekseï Pavlovski